# Gammagrafía
La gammagrafía se aplica principalmente para el estudio del bocio, las glándulas paratiroides y el estudio del tromboembolismo pulmonar o TEP. También sirve para evaluar la perfusión pulmonar y estimar la capacidad pulmonar del paciente o FEV1 (ver Pruebas de función pulmonar).

## Gammagrafía ósea
Gammagrafía ósea. En esta prueba se inyecta por vía intravenosa un radiofármaco, que es un isótopo radiactivo que tiene preferencia a depositarse en el hueso. El isótopo suele ser tecnecio. Posteriormente se utiliza una cámara gamma para captar las radiaciones emitidas por el isótopo. Esta señal se procesa para obtener un escáner de todo el esqueleto. Suele referirse a la prueba como rastreo óseo. Es una prueba minuciosa y cara pero actualmente puede accederse a ella de forma generalizada.

## Gammagrafía tiroidea
Esta gammagrafía se realiza por vía intravenosa. Proporciona información acerca de la capacidad del tiroides para producir hormonas. Dicha capacidad puede haber sido mermada de manera global, o solo en algunas partes de la glándula. 